# اسوردز
شهر اسوردز (به انگلیسی: Swords) با جمعیت ۳۷٫۸۰۶ نفر در شهرستان دوبلین در کشور جمهوری ایرلند واقع شده‌است.